# Sober (песня Tool)
«Sober» (с англ. — «Трезвый») — песня американской метал-группы Tool, являющяяся первым синглом с их дебютного альбома Undertow. Гитарист Tool Адам Джонс заявил в интервью, что песня повествует о друге группы, чье художественное самовыражение проявляется только тогда, когда он находится «под чем-то». «Многие ругают его за это, — объясняет Джонс, — «Если вы стали наркоманом и торчком, ну, это ваша вина».

## Создание
«Sober» — одна из самых ранних песен, написанных вокалистом Мэйнардом Джеймсом Кинаном, корни которой восходят к живому выступлению 1987 года с его первой группой Children of the Anachronistic Dynasty, в котором они исполнили песню под названием «Burn About Out». Песня содержит некоторые слова из первого куплета «Sober» с той же основной мелодией, хотя мелодия значительно быстрее и имеет инструментальный припев. Песня была впервые записана Кинаном с Tool в середине 1991 года на демозаписи 72826.
В «Sober» есть последовательность аккордов, аналогичная песне Led Zeppelin «Kashmir», которая вдохновила другие группы на создание мэшапа из двух песен, что одобрили Tool.

## Музыкальное видео
Видеоклип на «Sober» был снят в 1993 году. Он вышел в мае того же года и был снят Фредом Штуром. Он был снят с использованием покадровой анимации с моделями персонажей, разработанными Адамом Джонсом. Это было первое видео Tool, снятое в режиме покадровой анимации, в отличие от более раннего промо-видео для «Hush». В то время как в предыдущем клипе всех четырёх участников группы можно было постоянно видеть, в «Sober» они показаны лишь краткими вспышками. Глиняная фигурка в клипе показана сильно дергающейся и вибрирующей.
Главный герой ролика — маленькое гуманоидное существо, которое живёт и спит в заброшенном особняке, в ржавой комнате, скудно украшенной столом, стулом и кроватью без матраса и занавеской вместо одеяла. Случайно он натыкается на деревянный ящик, который открывает в начале ролика. Его содержание скрыто на протяжении большей части видео, но, похоже, что бы это ни было, оно оказало неблагоприятное воздействие на сознание — в видео показываются повторяющиеся кадры гуманоида, левитирующего в кресле, с сильно трясущимися головой и рукой. Испытывая эти эффекты, фигура исследуюет жилые помещения и многочисленные коридоры в своём доме.
Кульминация представляет собой шквал образов и «прозрений»: фигура, прикрепленная к стене за полупрозрачным экраном, вооруженная своеобразной мобильной роботизированной пушкой, и органическое вещество, вытекающее из трубы, найденной в доме. В конце видео коробка пуста, и зрителю остается определить её значение. Стиль видео вдохновлен покадровой анимацией английских режиссёров братьев Квей.

## Список композиций
| №  | Название                   | Длительность |
| -- | -------------------------- | ------------ |
| 1. | «Sober» (студийная версия) | 5:06         |

| №  | Название                          | Длительность |
| -- | --------------------------------- | ------------ |
| 1. | «Sober» (студийная версия)        | 5:06         |
| 2. | «Bottom» (концертная запись)      | 6:24         |
| 3. | «Intolerance» (концертная запись) | 4:43         |

| №  | Название                         | Длительность |
| -- | -------------------------------- | ------------ |
| 1. | «Sober» (студийная версия)       | 5:06         |
| 2. | «Prison Sex» (студийная версия)  | 4:55         |
| 3. | «Intolerance» (студийная версия) | 4:34         |

| №  | Название                                                                                    | Длительность |
| -- | ------------------------------------------------------------------------------------------- | ------------ |
| 1. | «Sober» (студийная версия)                                                                  | 5:06         |
| 2. | «Undertow» (концертная запись с Lollapalooza '93 – 8/6/93)                                  | 5:42         |
| 3. | «Sober» (концертная запись с Lollapalooza '93 – 8/6/93)                                     | 5:10         |
| 4. | «Opiate» (концертная запись с Lollapalooza '93 – 8/6/93)                                    | 6:17         |
| 5. | «Flood» (концертная запись с Lollapalooza '93 – 8/6/93)                                     | 3:40         |
| 6. | «Prison Sex» (концертная запись с Lollapalooza '93 – 8/6/93)                                | 4:50         |
| 7. | «Jerk-Off» (концертная запись с Lollapalooza '93 – 8/6/93)                                  | 4:18         |
| 8. | «Prison Sex» (концертная запись с Lowland Paradise Festival, Дронтен, Нидерланды – 8/29/93) | 5:01         |
| 9. | «Bottom» (концертная запись с Lowland Paradise Festival, Дронтен, Нидерланды – 8/29/93)     | 6:24         |

## Участники записи
- Мэйнард Джеймс Кинан — вокал
- Адам Джонс — гитара
- Пол Д'Амур — бас-гитара
- Дэнни Кэри — ударные

## Чарты
| Чарт (1993–94)                  | Высшая позиция |
| ------------------------------- | -------------- |
| США (Billboard Mainstream Rock) | 13             |

| Chart (2019)                                 | Peak position |
| -------------------------------------------- | ------------- |
| США (Billboard Hot Rock & Alternative Songs) | 3             |